# Теодорос Манусис
Теодорос Манусис (на гръцки: Θεόδωρος Μανούσης) е гръцки учен, благодетел, първият професор по история в Атинския университет.

## Биография
Манусис е роден в 1793 година в западномакедонското градче Сятища. Учи в Будапеща и в университетите в Лайпциг и Гьотинген. За известно време е задържан от австрийските власти за действията си в полза на въстанието в Гърция. През 1828 г. е в Италия, където продължава обучението си по история и археология, а по-късно се завръща в Гърция, където първоначално работи като съдия и кралски комисар в Светия синод (1835 – 1843). От създаването на Атинския университет в продължение на двадесет години (1840-1858) е преподавател по обща история. В 1845 година е избран за ректор на университета.
През февруари 1848 г. вестник „Еон“, изразяващ позициите на проруската партия, публикува статия на един студент, обвинявайки Манусис в безбожие и критика на религията и духовенството. Студентите по философия и право в университета подкрепят Манусис, както и мнозинството от вестниците, смятайки обвинението за фалшификация на Константинос Иконому. Избухват бунтове, при които студенти в Богословския факултет са бити и се налага намесата на Сената. Тези събития са известни като Манусия.
Теодор Манусис завещава богатството си на благотворителни организации и на Атинския университет и създава библиотеката Манусио в Сятища с 5000 тома. Той завещава на университета имота си в Атина и основава две стипендии за студенти от поробена Гърция.